# Florovský monastýr
Florovský monastýr, také Vozněsenský florovský monastýr) je nejstarší ženský klášter v Kyjevě. Nachází se v podilském rajónu Kyjeva. Klášter byl původně pojmenován na počest svatých Flora a Laura. Spadá pod pravomoc Ukrajinské pravoslavné církve.

## Historie
První písemná zmínka o klášteře je v listině polského krále Zikmunda II. Augusta z roku 1566. V roce 1710 byl sjednocen s klášterem Nanebevzetí (byl zlikvidován v zájmu výstavby staropečerské pevnosti). Významnou rekonstrukcí prošel kostel po požárech v letech 1718 a 1811. Na jeho obnově pracoval v letech 1811 až 1824 architekt Andrij Melenskyj. Značná část klášterních budov z počátku 19. století se dochovala dodnes.
Klášter byl koncem 19. století znám svou charitativní a vzdělávací činností (provozoval školu a nemocnici pro chudé).